# Chiton (Chiton) kaasi
Chiton (Chiton) kaasi is een keverslakkensoort uit de familie van de Chitonidae. De wetenschappelijke naam van de soort werd in 1981 voor het eerst geldig gepubliceerd door Leloup.